# Classe River (fregata)
La classe River è una classe di fregate che hanno servito sotto varie marine durante la seconda guerra mondiale con un numero di unità complessive pari a 151.

## Storia
Le unità inizialmente progettate erano 193, ma 42 vennero cancellate.
Vennero costruite in vari cantieri sulle due sponde dell'Atlantico per la scorta ai convogli, dovendo coniugare le capacità della classe Black Swan con l'economicità della classe Flower. Per esempio la HMCS Stormont e la matricola K327 durante la seconda guerra mondiale partecipò alla battaglia dell'Atlantico e fu presente al D-Day., venendo poi ricostruita come lo yacht Christina O.

## Navi

### Marina della Francia Libera
- Croix de Lorraine (ex HMS Glenarm)
- L'Aventure (ex HMS Braid)
- L'Escarmouche (ex HMS Frome)
- La Découverte (ex HMS Windrush)
- La Surprise (ex HMS Torridge)
- Tonkinois (ex HMS Moyola)

### Royal Australian Navy
- Barcoo
- Barwon
- Burdekin
- Condamine
- Culgoa
- Diamantina
- Gascoyne
- Hawkesbury
- Lachlan
- Macquarie
- Murchison
- Shoalhaven

### Royal Canadian Navy
- Annan (K297) (trasferita poi alla United States Navy con il nome Natchez)
- Annan (K404) (ex HMS Annan)
- Antigonish
- Beacon Hill
- Buckingham
- Cap de la Madeleine
- Cape Breton
- Capilano
- Carlplace
- Charlottetown
- Chebogue
- Coaticook
- Dunver
- Eastview
- Ettrick (ex HMS Ettrick)
- Fort Erie
- Glace Bay
- Grou
- Hallowell
- Inch Arran
- Joliette
- Jonquiere
- Kirkland Lake
- Kokanee
- La Hulloise
- Lanark
- Lasalle
- Lauzon
- Levis
- Longueuil
- Magog
- Matane
- Meon (ex HMS Meon)
- Monnow (ex HMS Monnow)
- Montreal
- Nene (ex HMS Nene)
- New Glasgow
- New Waterford
- Orkney
- Outremont
- Penetang
- Port Colborne
- Poundmaker
- Prestonian
- Prince Rupert
- Ribble (ex HMS Ribble)
- Royal Mount
- Runnymede
- Sea Cliff
- Springhill
- St. Catharines
- St. John
- St. Pierre
- St. Stephen
- Ste. Therese
- Stettler
- Stone Town
- Stormont
- Strathadam
- Sussexvale
- Swansea
- Teme (ex HMS Teme)
- Thetford Mines
- Toronto
- Valleyfield (affondato dall'U-548 il 7 maggio 1944)
- Victoriaville
- Waskesiu
- Wentworth

### Royal Navy
- Adur (trasferita alla United States Navy come Asheville)
- Aire
- Annan (K-297) (alla Royal Canadian Navy come Annan, poi alla United States Navy come Natchez)
- Annan (K-404) (al Canada come Annan)
- Avon
- Awe
- Ballinderry
- Bann
- Barle
- Braid (alla Francia Libera come L'Aventure)
- Cam
- Chelmer
- Cuckmere (silurata dallo U-233 l'11 dicembre 1943 e mai riparata)
- Dart
- Derg
- Deveron
- Dovey
- Ettrick (al Canada come HMCS Ettrick)
- Evenlode
- Exe
- Fal
- Findhorn
- Frome (alla Francia Libera come L'Escarmouche)
- Glenarm (alla Francia Libera come Croix de Lorraine)
- Halladale
- Helford
- Helmsdale
- Inver
- Itchen (affondata dallo U-666 il 23 settembre 1943)
- Jed
- Kale
- Lagan (silurata dallo U-270 il 20 settembre 1943 e mai riparata)
- Lochy
- Lossie (alla United States Navy come USS Lossie)
- Meon (al Canada come HCMS Meon)
- Monnow (al Canada come HMCS Monnow)
- Mourne (affondata dallo U-767 il 15 giugno 1944)
- Moyola (alla Francia Libera come Tonkinois)
- Nadder
- Nene (al Canada come HCMS Nene)
- Ness
- Nith
- Odzani
- Parret
- Plym
- Ribble (ai Paesi Bassi come HNMS Johan Maurits van Nassau)
- Ribble (al Canada come HCMS Ribble)
- Rother
- Shiel
- Spey
- Swale (al Sud Africa come HMSAS Swale)
- Taff
- Tavy
- Tay
- Tees
- Teme (al Canada come HCMS Teme)
- Test
- Teviot (al Sud Africa come HMSAS Teviot)
- Torridge (alla Francia Libera come La Surprise)
- Towy
- Trent
- Tweed (affondata dallo U-305 il 7 gennaio 1944)
- Usk
- Waveney
- Wear
- Windrush (alla Francia Libera come La Découverte)
- Wye

### South African Navy
- Swale (ex HMS Swale)
- Teviot (ex HMS Teviot)

### Royal Netherlands Navy
- Johan Maurits van Nassau (ex HMS Ribble)

### Royal Norwegian Navy
- Valkyrien (ex HCMS Toronto)

### United States Navy
- Asheville, PF-1 (ex HMS Adur)[2]
- PG108 (poi HMS Lossie fino al 26 gennaio 1946, data nella quale fu restituita alla US Navy)[4]
- Natchez, PF-2 (ex HMCS Annan)

### Navi della classe affondate o distrutte da U-Boot
- HMS Lagan fu silurata dallo U-270 il 20 settembre 1943 e mai riparata
- HMS Itchen fu affondata dallo U-666 il 23 settembre 1943
- HMS Cuckmere fu silurata dallo U-233 il 11 dicembre 1943 e mai riparata
- HMS Tweed fu affondata dallo U-305 il 7 gennaio 1944
- HMCS Valleyfield fu affondata dallo U-548 il 7 maggio 1944
- HMS Mourne fu affondata dallo U-767 il 15 giugno 1944